# 洗碗機

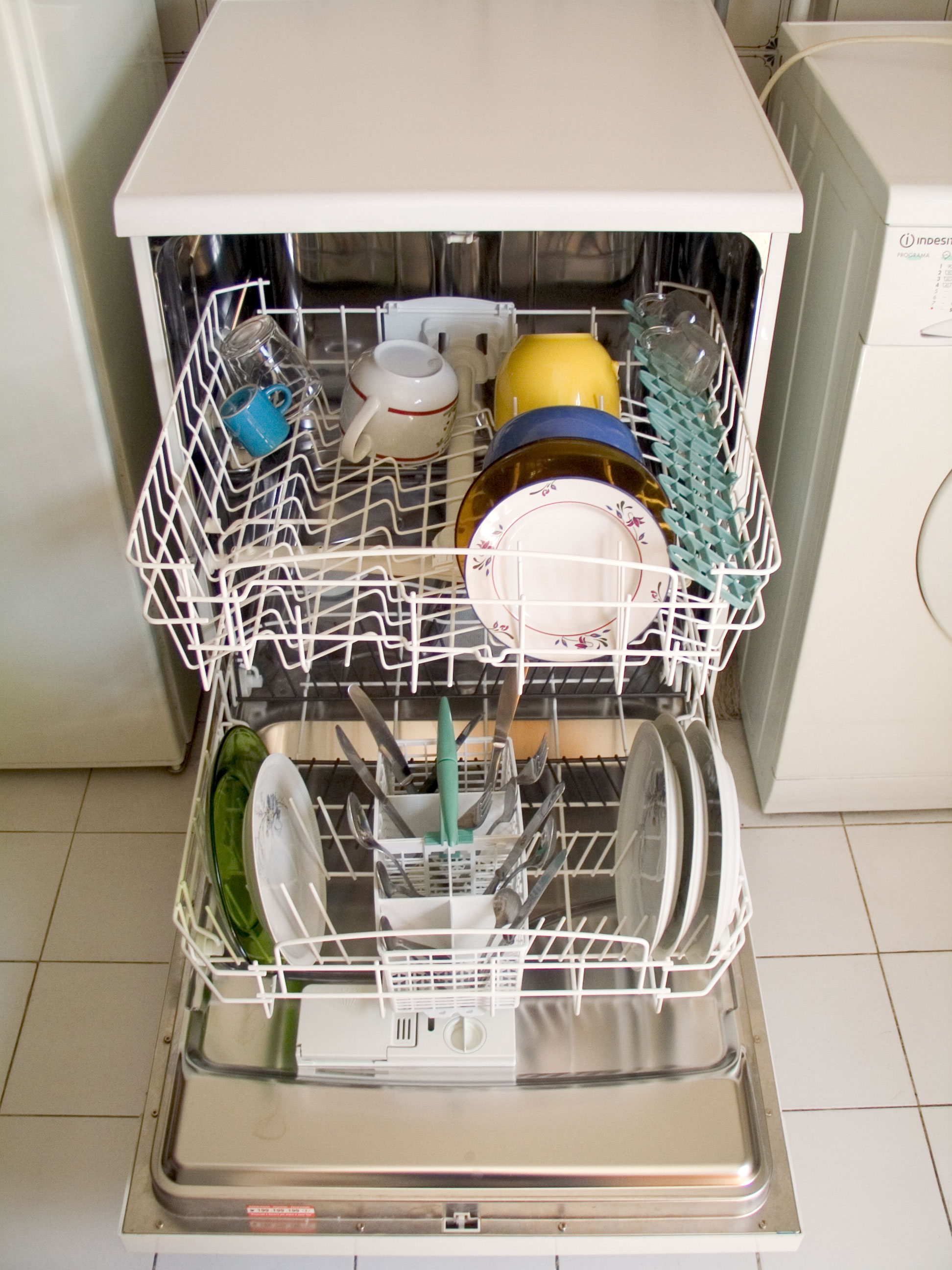
洗碗機

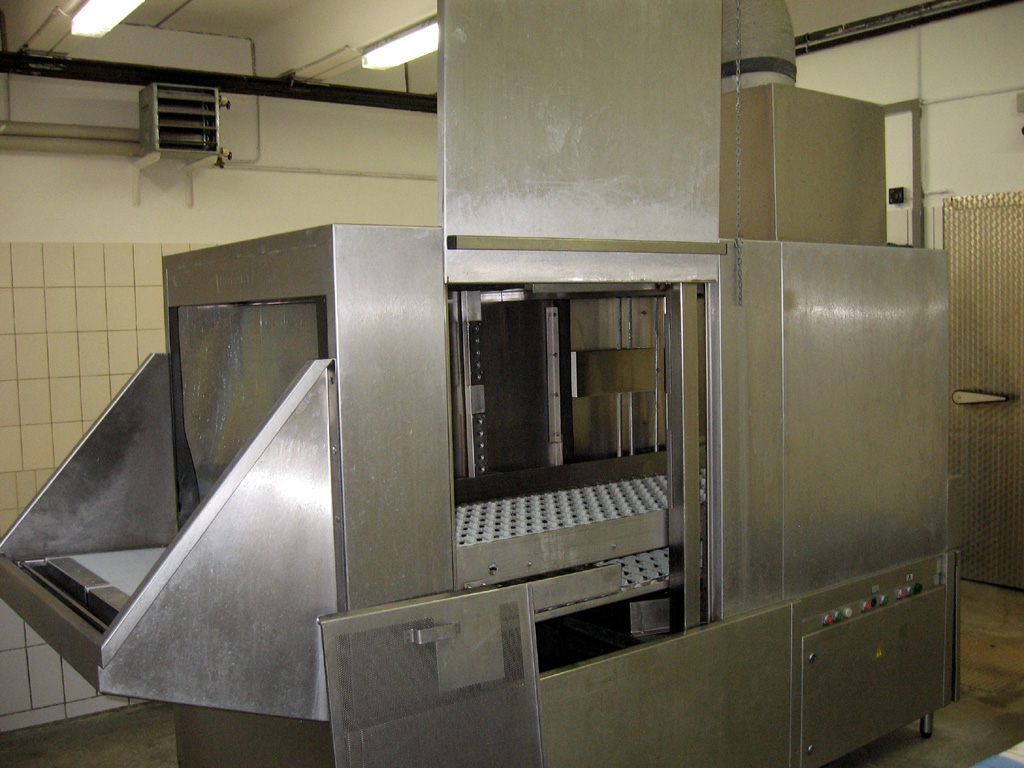
商用大型機

洗碗機是清洗食具的機器，用以節省人力。

## 歷史
首個機器洗碗專利在1850年出現，由Joel Houghton擁有，他發明的是手動洗碗機。
蒸汽船發明人John Fitch的孫女約瑟芬·科克倫可算是現代洗碗機之母。她在1893年世界博覽會展出她的發明。當時的洗碗機仍是手動的。1920年代有水喉的洗碗機出現。1929年德国的米勒公司制造出了欧洲第一台电动家用洗碗机。1954年美国GE公司生产了第一台电动式洗碗机，不仅性能有所提高，而整机体积外形也有所改善，比起鋼鐵外型更容易融入家庭。1978年米勒公司又制造出了世界上第一台微电脑控制型洗碗机。
在亚洲最早从事洗碗机的研究的是日本，到了九十年代中后期，日本已能自製微电脑全自动式洗碗机。所代表的企业有松下、 三洋、 三菱、东芝等。欧美所代表的企业有Miele（米勒）、 Asko (瑞典賽寧）等。